# Louis Smolka
Louis Smolka (Kapolei, 16 luglio 1991) è un lottatore di arti marziali miste statunitense.
Combatte nella divisione dei pesi mosca per la promozione UFC.
Per i ranking ufficiali dell'UFC è il contendente numero 10 nella divisione dei pesi mosca.

## Biografia
Smolka nasce a Kapolei, nelle isole Hawaii, da padre statunitense e madre di origine giapponese. Da bambino coltiva una passione per il karate. Successivamente inizia a praticare anche le arti marziali miste, ispirato dagli incontri di Fëdor Emel'janenko e B.J. Penn.

## Carriera nelle arti marziali miste

### Ultimate Fighting Championship
Nell'estate del 2013 Smolka viene messo sotto contratto dalla prestigiosa promozione Ultimate Fighting Championship. Compie il suo debutto nell'ottagono il 15 gennaio 2014 contro Alptekin Özkiliç all'evento UFC Fight Night 35, imponendosi tramite decisione unanime.
Il 10 maggio seguente affronta Chris Cariaso in occasione di UFC Fight Night 40, dovendosi però arrendere via decisione non unanime. Per il ventitreenne si tratta della prima sconfitta da professionista.

## Risultati nelle arti marziali miste
| Risultato | Record | Avversario                | Metodo                           | Evento                                         | Data              | Round | Tempo | Città                      | Note                                                   |
| --------- | ------ | ------------------------- | -------------------------------- | ---------------------------------------------- | ----------------- | ----- | ----- | -------------------------- | ------------------------------------------------------ |
| Sconfitta | 17-8   | Vince Morales             | KO (pugni)                       | UFC on ESPN: Font vs. Aldo                     | 4 dicembre 2021   | 1     | 2:02  | Las Vegas, Stati Uniti     |                                                        |
| Vittoria  | 17-7   | José Alberto Quiñónez     | KO tecnico (pugni)               | UFC on ESPN: Hermansson vs. Vettori            | 5 dicembre 2020   | 2     | 2:15  | Las Vegas, Stati Uniti     |                                                        |
| Sconfitta | 16-7   | Casey Kenney              | Sottomissione (guillotine choke) | UFC on ESPN: Woodley vs. Burns                 | 20 maggio 2020    | 1     | 3:03  | Las Vegas, Stati Uniti     |                                                        |
| Vittoria  | 16-6   | Ryan MacDonald            | KO tecnico (pugni)               | UFC Fight Night: Cowboy vs. Gaethje            | 14 settembre 2019 | 1     | 4:43  | Vancouver, Canada          |                                                        |
| Sconfitta | 15-6   | Matt Schnell              | Sottomissione (triangle choke)   | UFC Fight Night: Lewis vs. dos Santos          | 9 marzo 2019      | 1     | 3:18  | Wichita, Stati Uniti       |                                                        |
| Vittoria  | 15-5   | Su Mudaerji               | Sottomissione (armbar)           | UFC Fight Night: Blaydes vs. Ngannou 2         | 24 novembre 2018  | 2     | 2:07  | Pechino, Cina              | Ritorno nei pesi gallo                                 |
| Vittoria  | 14-5   | Kyle Estrada              | KO tecnico (stop medico)         | CXF 15                                         | 20 ottobre 2018   | 2     | 5:00  | Burbank, Stati Uniti       | Vince il titolo pesi mosca CXF                         |
| Vittoria  | 13-5   | Tycen Lynn                | Sottomissione (guillotine choke) | Destiny MMA: Fight Night 5                     | 23 giugno 2018    | 3     | N/A   | Honolulu, Stati Uniti      |                                                        |
| Vittoria  | 12-5   | Tyrone Christian Gorgonia | KO tecnico (pugni)               | Gladiator Challenge: MMA Fighting Championship | 21 aprile 2018    | 1     | 1:15  | Rancho Mirage, Stati Uniti |                                                        |
| Sconfitta | 11-5   | Matheus Nicolau           | Decisione (unanime)              | UFC 219: Cyborg vs. Holm                       | 30 dicembre 2017  | 3     | 5:00  | Las Vegas, Stati Uniti     |                                                        |
| Sconfitta | 11-4   | Tim Elliott               | Decisione (unanime)              | UFC on Fox: Johnson vs. Reis                   | 15 aprile 2017    | 3     | 5:00  | Kansas City, Stati Uniti   | Fight of the Night                                     |
| Sconfitta | 11-3   | Ray Borg                  | Decisione (unanime)              | UFC 207: Nunes vs. Rousey                      | 30 dicembre 2016  | 3     | 5:00  | Las Vegas, Stati Uniti     | Incontro catchweight (129.5 lbs)                       |
| Sconfitta | 11-2   | Brandon Moreno            | Sottomissione (guillotine choke) | UFC Fight Night: Lineker vs. Dodson            | 1 ottobre 2016    | 1     | 2:23  | Portland, Stati Uniti      |                                                        |
| Vittoria  | 11-1   | Ben Nguyen                | KO tecnico (pugni e gomitate)    | UFC Fight Night: McDonald vs. Lineker          | 13 luglio 2016    | 2     | 4:41  | Sioux Falls, Stati Uniti   | Performance of the Night                               |
| Vittoria  | 10-1   | Paddy Holohan             | Sottomissione (rear-naked choke) | UFC Fight Night: Holohan vs. Smolka            | 24 ottobre 2015   | 2     | 4:09  | Dublino, Irlanda           |                                                        |
| Vittoria  | 9-1    | Neil Seery                | Decisione (unanime)              | UFC 189: Mendes vs. McGregor                   | 11 luglio 2015    | 3     | 5:00  | Las Vegas, Stati Uniti     |                                                        |
| Vittoria  | 8-1    | Richie Vaculik            | KO (calcio in testa e pugni)     | UFC Fight Night: Rockhold vs. Bisping          | 8 novembre 2014   | 3     | 0:18  | Sydney, Australia          | Performance of the Night                               |
| Sconfitta | 7-1    | Chris Cariaso             | Decisione (non unanime)          | UFC Fight Night: Brown vs. Silva               | 10 maggio 2014    | 3     | 5:00  | Cincinnati, Stati Uniti    |                                                        |
| Vittoria  | 7-0    | Alp Ozkilic               | Decisione (unanime)              | UFC Fight Night: Rockhold vs. Philippou        | 15 gennaio 2014   | 3     | 5:00  | Duluth, Stati Uniti        |                                                        |
| Vittoria  | 6-0    | Ale Cali                  | KO tecnico (pugni)               | Pacific Xtreme Combat 41                       | 9 novembre 2013   | 2     | 1:51  | Pasig, Filippine           | Debutto nei pesi mosca. Vince il titolo pesi mosca PXC |
| Vittoria  | 5-0    | Jessie Rafols             | Sottomissione (rear-naked choke) | Pacific Xtreme Combat 39                       | 14 settembre 2013 | 1     | 1:59  | Pasig, Filippine           |                                                        |
| Vittoria  | 4-0    | Alvin Cacdac              | Sottomissione (rear-naked choke) | Pacific Xtreme Combat 35                       | 16 febbraio 2013  | 3     | 3:59  | Pasig, Filippine           |                                                        |
| Vittoria  | 3-0    | Bryan To Hang Lam         | Sottomissione (armbar)           | Pacific Xtreme Combat 34                       | 17 novembre 2012  | 1     | 3:54  | Quezon City, Filippine     |                                                        |
| Vittoria  | 2-0    | Kawika Martin             | Sottomissione (D'Arce choke)     | KOTC - Mana                                    | 20 ottobre 2012   | 2     | 2:53  | Honolulu, Stati Uniti      |                                                        |
| Vittoria  | 1-0    | Shane Pacarro             | KO tecnico (stop medico)         | Destiny MMA - Unleashed                        | 28 aprile 2012    | 2     | 5:00  | Waipahu, Stati Uniti       |                                                        |